# Compañía de Cervecerías Unidas
A Compañía de Cervecerías Unidas (CCU) é uma empresa produtora e distribuidora de bebidas (alcoólicas e não alcoólicas) chilena. Fundada em 1902, ao transformar-se em sociedade anónima a Fábrica Nacional de Cerveja.
Em 1916, CCU compra as cerveceras Ebner de Santiago, Anwandter de Valdivia e a Companhia Cervecera A Calera. Nesse mesmo ano ingressa ao mercado das bebidas gaseosas com Bilz. Em 1924, adquire as Cerveceras de Concepção e Talca, em 1927, Cervecera de Mitrovich Irmãos em Antofagasta, em 1933, a cervecera da sucessão de Jorge Aubel em Osorno e em 1950 a cervecera da sociedade Flutuo e Cía. em A Serena.
De suas marcas de cerveja nacionais, a primeira é Escudo em 1942, seguida por Cristal, Malta Morenita, Dourada, Royal Guard e light, Aysen, Lemon Stone e Orange Stone. Embotella ademais as cervejas Heineken 2003, Budweiser 1996 e Paulaner 1991. À parte de Bilz, em 1959, obtém a licença para produzir Pepsi, licença que perdeu temporariamente entre 1986 a 1994, anos nos quais a companhia produziu sua própria bebida bicha, Free. Em 1960, ingressa às águas minerales pela aquisição de Cachantún. Actualmente, CCU pertence ao Grupo Quiñenco.
Em 1957, o primeiro computador digital chegou no Chile depois que a CCU comprou um Univac para ser entregue a Valparaíso. A máquina foi um dos primeiros casos documentados na história da ciência da computação na América do Sul.